# Jim Hanks
James Mathew (Jim) Hanks (Shasta County, Californië, 15 juni, 1961) is een Amerikaans acteur. Hij is de jongere broer van Tom Hanks.

## Levensloop
Hanks was aanvankelijk geen acteur. Vanwege zijn echtgenote Karen Praxel verhuisden ze van Sacramento richting Hollywood, omdat ze als actrice meer kansen wilde krijgen. Toevallig rolde Hanks het acteervak in en kreeg na een aantal acteerlessen de hoofdrol in de seksfilm Buford's Beach Bunnies (1992).
Hanks speelde in Forrest Gump als stand-in voor zijn broer tijdens de jogging-scènes.

## Filmografie

### Film
- 1992: Buford's Beach Bunnies, als Jeeter Buford
- 1994: Forrest Gump, als Forrest Gump (Tom Hanks' bodydubbel)
- 1995: Portrait in Red, als Detective Wilder
- 1995: Xtro 3: Watch the Skies, als Prvt. Friedman
- 1996: Tiny Toy Stories, als Woody
- 1997: Psycho Sushi, als Yuriel
- 1999: Blood Type, als Stew
- 1999: Baby Geniuses, als Goon Ray
- 1999: Inferno, als chauffeur van tourbus
- 2000: Blood on the Backlot, als officier Holbrook
- 2000: Buzz Lightyear of Star Command: The Adventure Begins, als Woody
- 2001: Cahoots, als Mr. Marsh
- 2001: Spirit Rising, als Marv Chalsky
- 2003: Swing, als Club Jimbo Maitre D'
- 2004: Purgatory House, als Saint James
- 2008: Deadwater, als Ensign Buford
- 2009: Road to the Altar, als Dick
- 2010: Goofyfoot, als vader
- 2010: Acts of Violence, als Detective Mike
- 2011: Seymour Sally Rufus, als dokter
- 2012: Stolen Breath, als acteur
- 2013: Automotive, als Detective Fulton
- 2013: Odd Brodsky, als acteur die God speelt
- 2013: A Leading Man, als Darren Brandl
- 2017: The Sex Trip, als Matt Flannery
- 2018: Blood Corral, als Michael Arman
- 2019: The Long Way, als professor Bob
- 2020: Lamp Life, als Woody

### Televisie
- 1992: Homefront, als ballenjongen
- 1996: Toy Story Treats, als Woody
- 1996: Lois & Clark: The New Adventures of Superman, als Les Barrish
- 1996: Sabrina the Teenage Witch, als Jerry
- 1998: The Ransom of Red Chief, als postbezorger
- 1998-1999: JAG, als Kyle Anderson
- 1999: Big Guy and Rusty the Boy Robot, als Dwayne Hunter
- 2000: Zoe, Duncan, Jack & Jane, als Duane de verkoper
- 2005: Scrubs, als Dr. Turner
- 2007: Dexter, als een geïrriteerde man
- 2008: Shark Swarm, als Nick Atkins
- 2012: I Married Who?, als directeur
- 2012-2018: Robot Chicken, verschillende rollen
- 2014: Rake, als Fred Luntz
- 2017: Milo Murphy's Law, als kapitein Wilson
- 2018: Goldie and Bear, vader van Red

### Videogames
- 1996: Toy Story: Activity Center, als Woody
- 1996: Animated Storybook: Toy Story, als Woody
- 1999: Toy Story 2: Activity Center, als Woody
- 1999: Toy Story 2: Buzz Lightyear to the Rescue, als Woody
- 2001: Toy Story Racer, als Woody
- 2003: Extreme Skate Adventure, als Woody
- 2004: The Polar Express, als conducteur, kerstman, hobo en Scrooge
- 2009: Toy Story Mania!, als Woody
- 2011: Kinect Disneyland Adventures, als Woody
- 2012: Kinect Rush: A Disney-Pixar Adventure, als Woody
- 2013-2015: Disney Infinity, als Woody
- 2018: Lego The Incredibles, als Woody
- 2019: Kingdom Hearts III, als Woody

## Trivia
- Tom Hanks spreekt de stem van Woody in de films uit de Toy Story franchise, terwijl Jim Hanks de stem van Woody inspreekt in de videogames en kleinere projecten.